# Cardiella
Cardiella – rodzaj głowonogów z wymarłej podgromady amonitów, z rzędu Goniatitida.
Żył w okresie permu (assel-sakmar).